# Абдул Малик ел Хути
Абдул Малик Бадрулдин ел Хути (арап. عبد الملك بدر الدين الحوثي; 22. мај 1979) или Абу Џибрил је јеменски политичар и верски вођа који служи као вођа Ансар Алаха, револуционарног покрета примарно састављеног од заиди муслимана. Његова браћа Јахиа и Абдул Карим такође су вође групе, као и његова преминула браћа Хусеин, Ибрахим, Абдулкалик. Абдул Малик Хути је водећа личност у Јеменском грађанском рату који је почео након што су Хути преузели власт у покрајини Сада на северу Јемена. 

## Биографија
Ел Хути је рођен 22. маја 1979. године у покрајини Сада, Северном Јемену, у породици Хути. Припада заидијској грани шиитског ислама. Његов отац, Бадредин, био је верски мислилац из мањинске заиди-шиитске верске заједнице. Абдул Малик је најмлађи од своје осморо браће. Његов старији брат, Хусеин, био је политички активан и члан парламента Јемена, као и истакнути критичар бившег председника Јемена, Али Абдулаха Селиха. Хусеин је основао покрет Хути како би промовисао заиди философију, устао против угњетача који су владали Јеменом и пружао образовну и социјалну помоћ.

## Политичка активност
Абдул Малик ел Хути је критиковао јеменску владу због одржавања статуса кво у земљи, тврдећи да је то људе одвело у сиромаштво и оптужио је владу да маргинализује Заиди заједницу. Јеменска влада председника Али Абдулах Селеха оптужила је групу Хути за покушај поновног успостављања „верског имамата” (шиитске исламске владе), што је ел Хути негирао.
Ел Хути је наводно тешко повређен током ваздушног напада у децембру 2009. године, али је његов портпарол порекао ову тврдњу. На дан 26. децембра 2009. године, два дана након снажног ваздушног удара од стране Краљевских вадухопловних снага Саудијске Арабије, твдило се да је ел Хути убијен. Међутим, тврдња је демантована од стране покрета Хути, а потом је објављен видео-снимак који показује да је ел Хути жив.
Ел Хути се обратио нацији на јеменској телевизији у касноноћном говору 20. јануара 2015. године, након што су трупе одане ел Хутију заузеле председничку палати и напале приватну резиденцију председника Абд Рабо Мансур ел Хадија у Сани. Захтевано је од Мансур ел Хадија да спроведе реформе које би Хутима дале више контроле над Владом. Иако је иницијално извештено да је Хади попустио пред ел Хутијевим захтевима, Хади поднео је оставку 22. јануара, наводећи да је политички процес „наишао на ћорсокак”. Савет безбедности Уједињених нација  је тада увео санкције ел Хутију. У изјави моралне подршке и одбране „правог исламског буђења”,  исламски конзервативни политичар Мохсен Резаеи је похвалио ел Хутија.
Током бомбардовања Санаа аеродрома, од стране бомбардера коалиције предвођене Саудијском Арабијом 2015. године, ракете су погодиле родни град ел Хутија, Маран.
Како преноси дневни лист Гвардијан,од почетка саудијске интервенције у Јемену, више од 40 саудијских официра обучавано је на престижним британским војним колеџима. Ови официри су се углавном обучавали на Краљевској војној академији Сендхерст, у школи Краљевског ратног ваздухопловства у Кранвелу и у Краљевском морнаричком колеџу у Дартмуту од 2015. године. Министарство одбране Уједињеног Краљевства одбило је да открије износ новца зарађеног од уговора са Саудијском Арабијом, из страха да би то могло да утиче на односе између Уједињеног Краљевства и Саудијске Арабије
Ел Хути је осудио војну сарадњу и продају оружја Уједињеног Краљевства саудијској војсци. Према анализи Скај њуза, Уједињено Краљевство је продало најмање 5,7 милијарди фунти вредно оружје коалицији предвођеној Саудијском Арабијом, која се бори у Јемену од 2015. године.
На дан 10. маја 2020. године, ел Хути је критиковао емисију „Ум Харун” због промовисања нормализације односа са Израелом.
Након почетка израелско-палестинског сукоба, портпарол ел Хутија, Јахја Саре, изјавио је да су Хути лансирали велики број ракета и дронова према Израелу, али нису експлицитно прогласили рат тој земљи.

## Међународна реакција
Уједињене нације су објавиле  забрану путовања за ел Хутија у новембру 2014. године након преузимања власти у Сани од стране Хутија. Дана 27. априла 2015. године, амерички Трезор додао је Абдул Малика на своју листу „посебно означених лица”.
Током посете северној провинцији, Џамал Беномар, бивши изасланик Уједињених нација за Јемен, сусрео се са ел Хутијем и изјавио је да подржава групу Хути у њиховом одбијању да се разговори између ел Хутија и тренутне владе преселе ван Јемена, упркос притужбама Хадија, легитимног председника Јемена.
На дан 10. јануара 2021. године, Мајк Помпео, тадашњи државни секретар Сједињених Америчких Држава, објавио је намере да означи Абдула Малика ел Хутија, Абд ал Халик Бадра ел Хутија и Абдулаха Јахја ал Хакима као "специјално означене терористе". Месец дана касније, Ентони Блинкен поништио је ту одлуку.